# Aminu Sani
Aminu Sani, né le 14 mai 1980 à Lagos, est un joueur de football nigérian, qui peut évoluer comme milieu offensif central ou gauche. Depuis 2008, il évolue au Radnički Kragujevac, en deuxième division serbe.

## Carrière
Aminu Sani commence sa carrière au Katsina United, dans son pays natal. En 1997, âgé d'à peine 17 ans, il part en Italie et signe à l'Atalanta. Après une saison, il est transféré au FC Bruges, un club du top belge. Il y reste jusqu'en 2003, mais joue très peu avec l'équipe première pendant ces cinq saisons. Il est repris en équipe du Nigeria des moins de 20 ans pour un match en 1999. Il participe néanmoins au match de Supercoupe de Belgique 2002, remporté par son équipe. En janvier 2003, il est prêté pour six mois au KFC Strombeek, en Division 2, mais il n'y joue pas beaucoup plus souvent.
Aminu Sani quitte alors la Belgique durant l'été et rejoint Hapoël Beer-Sheva, en Israël. Une série de blessures l'éloigne des terrains pendant presque toute la saison, et après un an, il signe à Giulianova, en Serie C1, la troisième division italienne. Toujours miné par des blessures pendant deux ans en Italie, il pense arrêter le football, mais en décembre 2006, il se relance finalement à Alghero, en Serie D, le cinquième niveau national italien. En 2008, il décroche une place permettant au club de monter en Ligue Pro Deuxième Division, qui remplace l'ancienne Serie C2 au quatrième niveau national. Après cela, il est transféré en Serbie, au Radnički Kragujevac, qui évolue en deuxième division.

### Palmarès
- Vainqueur de la Supercoupe de Belgique en 2002 avec le FC Bruges.